# Elisabeth Hollender
Elisabeth Hollender (* 1965 in Mönchengladbach) ist Professorin für Judaistik am Seminar für Judaistik der Goethe-Universität Frankfurt am Main. Sie beschäftigt sich schwerpunktmäßig mit mittelalterlicher jüdischer Kultur- und Religionsgeschichte, mittelalterlicher hebräischer Literatur unter besonderer Berücksichtigung der Poesie und der Kommentarliteratur sowie dem innerjüdischen Kulturtransfer. Von 2018 bis 2023 war sie Präsidentin der European Association of Jewish Studies.

## Werdegang
Hollender studierte von 1985 bis 1989 Judaistik, Semitistik und Anglistik/Linguistik an der Universität zu Köln. Ab 1992 als wissenschaftliche Mitarbeiterin am Martin-Buber-Institut für Judaistik der Universität Köln, promovierte sie dort 1993 mit einer Arbeit über die synagogalen Hymnen des Simon Ben Isaak im Gebetbuch Amsterdam Machsor; anschließend verblieb sie noch bis 1997 als wissenschaftliche Mitarbeiterin am Institut.
In den folgenden Jahren beschäftigte sie sich schwerpunktmäßig mit hebräischer liturgischer Poesie (Pijjut) und ihren Kommentaren im Mittelalter. Ihre Forschungen wurden durch zwei Fellowships an der Hebräischen Universität in Jerusalem und an der University of Pennsylvania gefördert, außerdem 1998/1999 durch ein Lise-Meitner-Stipendium des Landes Nordrhein-Westfalen und von 2002 bis 2008 durch ein Heisenberg-Stipendium der Deutschen Forschungsgemeinschaft an der Heinrich-Heine-Universität Düsseldorf. Ihre Arbeit zu diesem Thema mündete in mehreren Publikationen, darunter ihre Habilitationsschrift 2001/2002 in Duisburg, Piyyut Commentary in Medieval Ashkenaz (2008) sowie zahlreiche weitere Aufsätze. 2001 erhielt sie die Lehrbefugnis für Jüdische Studien.
Hollender übernahm Lehraufträge in Bonn (Katholische Theologie) und Duisburg (Jüdische Studien bzw. Angewandte Kommunikations- und Medienwissenschaften) und von 2002 bis 2003 eine Gastprofessur für Jüdische Studien an der Universität Graz. Im Jahr 2009 wurde sie als Professorin für die Religion des Judentums in Geschichte und Gegenwart an die Ruhruniversität Bochum berufen, an der sie bis 2011 forschte und lehrte.
Seit 2011 ist sie Professorin für Judaistik an der Goethe-Universität in Frankfurt. Unterbrochen wurde diese Tätigkeit im Frühjahr 2013 durch eine „Teaching Fellowship“ am Katz Center for Advanced Judaic Studies der University of Pennsylvania.
Hollender war 2016 bis 2018 Dekanin im Fachbereich Sprach- und Kulturwissenschaften und 2019 bis 2023 Senatsmitglied der Goethe-Universität. Daneben hat sie den Vorsitz der Gesellschaft zur Förderung judaistischer Studien in Frankfurt am Main und ist Mitglied im akademischen Beirat des Arye Maimon Instituts für Geschichte der Juden an der Universität Trier.

## Publikationen (Auswahl)
- Qedushta‘ot des Simon b. Isaak nach dem Amsterdam Mahsor. (Übersetzung und Kommentar, zugleich Dissertation Köln 1993) (= Johann Maier [Hrsg.]: Judentum und Umwelt. Nr. 55). Peter Lang Verlag, Frankfurt am Main 1994, ISBN 3-631-47670-1.
- Mittelalterliche hebräische Kompilationsliteratur am Beispiel ashkenasischer und französischer Pijjutkommentare. (Habilitationsschrift). Duisburg 2002.
- Clavis Commentariorum of Hebrew Liturgical Poetry in Manuscript (= Clavis Commentariorum Antiquitatis et Medii Aevi. Nr. 4). Brill, Leiden 2005.
- Liturgie und Geschichte. Der Aschkenasische Machsor und Jüdische Mobilität Im Mittelalter – Ein Methodologischer Versuch (= Arye-Maimon-Institut für Geschichte der Juden [Hrsg.]: Texte und Studien. Nr. 10). Klio Media, Trier 2015.
- Piyyut Commentary in Medieval Ashkenaz (= Studia Judaica. Nr. 42). de Gruyter, Berlin 2008.